# Prasinocyma leucopis
Prasinocyma leucopis är en fjärilsart som beskrevs av Louis Beethoven Prout 1922. Prasinocyma leucopis ingår i släktet Prasinocyma och familjen mätare. Inga underarter finns listade i Catalogue of Life.